# Y'en a marre (mouvement)
Y en a marre est un mouvement populaire-citoyen sénégalais créé en janvier 2011 par un collectif constitué de rappeurs, de journalistes, d'étudiants, d'ouvriers, de professeurs, etc.

## Présentation
Alors dans une situation de crise (coût de la vie, coupures d'électricité, scandales financiers, mal gouvernance, etc.) sur fond de contexte politique lourd de danger : le système de gouvernance installé et entretenu à la tête de l'État, fondé sur le népotisme, le clientélisme politique, la corruption de l'impunité avait fini de saper les fondements de la République, pervertir les valeurs et la morale sociale et diviser la nation sénégalaise : le Mouvement Y en a marre est né.
Initié à la base des journalistes, artiste-rappeurs, professionnels et étudiants, se sont joints très vite d'autres couches socio-professionnelles pour officiellement lancer le Mouvement le 18 janvier 2011. Avec le temps, Y en a marre est devenu très populaire et regroupe aujourd'hui toutes les franges de la population sénégalaise avec une forte présence des jeunes. Il compte dans tout le pays et la diaspora des démembrements appelés "Esprit".
Après une décennie d'existence, le mouvement a fait des émules dans beaucoup de pays africains comme le Burkina - Balai Citoyen -, le Congo - Lucha et Filimbi -, le Mali - Sofas -, le Togo - Athiame -, etc. De cette influence positive sur les jeunesses africaines et considéré comme l'un des ainés des mouvements populaires et citoyens africains, Y en a marre a noué et entretenu une étroite collaboration avec toutes les organisations populaires et une bonne partie de société civile africaine. Ainsi, Y en a marre est membre fondateur du plus grand réseau panafricain afrikki composé de plus d'une cinquantaine de mouvements citoyens et populaires.

### Filmographie
- Boy Saloum : la révolte des Y'en a marre, film documentaire français d'Audrey Gallet, 2012, 74 min